# Emanuel Vávra

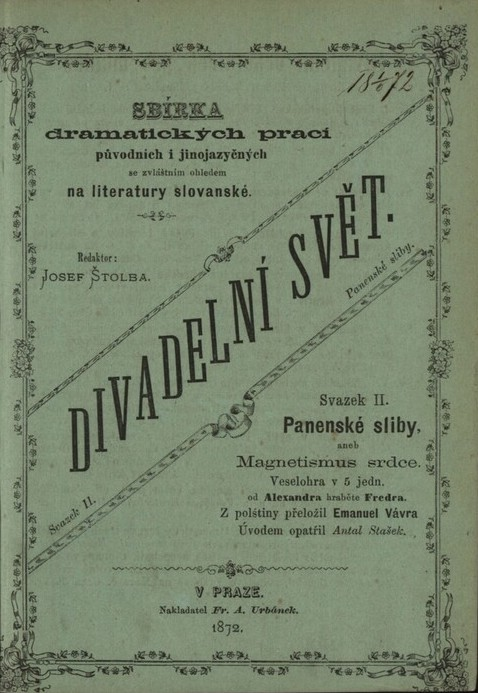
Divadelní svět, z polštiny přeložil v roce 1872 Emanuel Vávra

Emanuel Vávra, křtěný Emanuel Václav (2. ledna 1839 Praha – 29. dubna 1891 Jerevan), byl český spisovatel publicista a překladatel.

## Život
Emanuel Vávra pocházel z vlastenecky smýšlející rodiny, jeho otcem byl mlynář Mathias Vávra a matkou Anna rodem Peřinová. V rodině vyrůstal ještě s mladším bratrem Vincencem, který patřil k předním radikálně demokratickým politikům. Zprvu studoval reálku a poté v letech 1857–1861 pražskou polytechniku, posléze se však věnoval více žurnalistice a překladatelství. Spolupracoval rovněž s novinami Čas, Hlas a Národní listy, které vedl nebo spoluredigoval jeho bratr Vincenc. V letech 1864–1865 spoluredigoval beletristicko-naučný list Čech, který poskytl, mimo jiných i publikační příležitost J. Nerudovi.
V březnu roku 1867 se oženil s dcerou Karla Sabiny Eufrozinou a později navštívil jako zvláštní zpravodaj Národních listů spolu s českou delegací moskevskou národopisnou výstavu.
Koncem roku 1870 odešel do tehdejšího Ruska, nejprve do Rigy, kde se ujal redakce politického časopisu "Rižskij věstnik" a v roce 1876 pak do Orenburgu. V roce 1880 navštívil spolu s manželkou Eufrosínou Vávrovou Prahu a v témže roce odešel do arménského Jerevanu, kde působil jako gymnaziální profesor a kde koncem dubna roku 1891 zemřel.
Emanuel Vávra pracoval v literárním odboru Umělecké besedy a byl členem Svatoboru.
V 60. letech 19. století patřil k nejvýznamnějším překladatelům a propagátorům ruské romantické a k realismu již směřující literatury.
Do češtiny přeložil díla Ruských spisovatelů např. Gončarova, N. V. Gogola, I. S. Turgeněva, A. S. Puškina a mnoha dalších, přeložil také divadelní hry A. N. Ostrovského. Překládal také z polštiny, ukrajinštiny a francouzštiny.

## Dílo (výběr)
- 1873 Ruský tlumočník, praktický návod k rychlému a snadnému naučení se jazyku ruskému, sestavil Emanuel Vávra